# Władcy Badenii

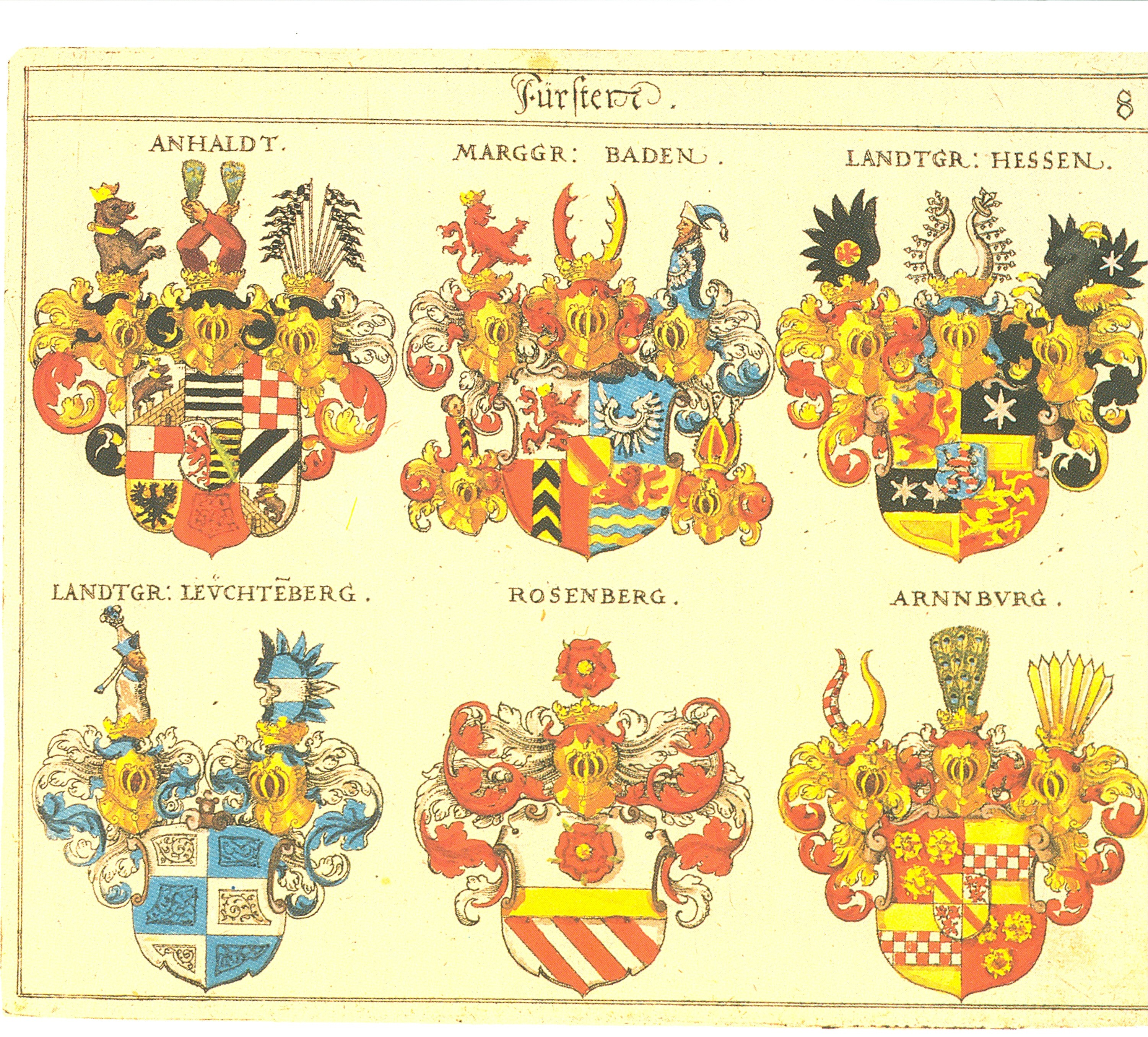
Herb margrabiów Badenii w herbarzu J. Siebmachera, 1605 - środkowy herb, górny rząd

Władcy Badenii w latach 1024–1918 z dynastii Zähringen.

## Badenia do 1112
- 1024–1077: Bertold I
- 1052–1073: Herman I
- 1073–1112: Herman II

## Margrabstwo Badenii
- 1112–1130: Herman II
- 1130–1160: Herman III
- 1160–1190: Herman IV
- 1190–1243: Herman V
- 1243–1250: Herman VI
- 1250–1268: Fryderyk I
- 1250–1288: Rudolf I
- 1288–1291: Herman VII
- 1288–1295: Rudolf II
- 1288–1297: Hesso
- 1288–1332: Rudolf III
- 1291–1333: Fryderyk II
- 1291–1300: Herman VIII (w Pforzheim)
- 1291–1348: Rudolf IV (w Pforzheim)
- 1297–1335: Rudolf Hesso
- 1333–1353: Herman IX
- 1348–1353: Fryderyk III
- 1348–1361: Rudolf V
- 1353–1372: Rudolf VI
- 1372–1391: Rudolf VII
- 1372–1431: Bernard I
- 1431–1453: Jakub I
- 1453–1458: Bernard II
- 1453–1454: Jerzy
- 1453–1475: Karol I
- 1475–1515: Krzysztof I

## Margrabstwo Badenii-Sponheim
- 1515–1533: Filip I

## Margrabstwo Baden-Baden
- 1515–1536: Bernard III
- 1536–1569: Filibert
- 1569–1588: Filip II
- 1588–1594/1600: Edward Fortunat
- 1594/1600–1604: Ernest Fryderyk (z Baden-Durlach)
- 1604–1622: Jerzy Fryderyk (z Baden-Durlach)
- 1622–1677: Wilhelm
- 1677–1707: Ludwik Wilhelm
- 1707–1761: Ludwik Jerzy
- 1761–1771: August Jerzy

## Margrabstwo Badenii-Durlach
- 1515–1553: Ernest
- 1553–1577: Karol II
- 1577–1604: Ernest Fryderyk
- 1577–1590: Jakub III
- 1604–1622: Jerzy Fryderyk
- 1622–1659: Fryderyk V
- 1659–1677: Fryderyk VI
- 1677–1709: Fryderyk VII
- 1709–1738: Karol III Wilhelm
- 1738–1771: Karol Fryderyk

## Margrabstwo Badenii
- 1771–1803: Karol Fryderyk

## Elektorat Badenii
- 1803–1806: Karol Fryderyk

## Wielkie Księstwo Badenii
- 1806–1811: Karol Fryderyk
- 1811–1818: Karol Ludwik
- 1818–1830: Ludwik I
- 1830–1852: Leopold
- 1852–1858: Ludwik II
- 1856–1907: Fryderyk I (regent w latach 1852–1856, koregent 1856-1858)
- 1907–1918: Fryderyk II